# Émile Bertin (artiste)
Pour les articles homonymes, voir Émile Bertin (ingénieur) et Bertin.
Émile Ernest Bertin, né à Suresnes le 29 janvier 1878 et mort à Paris le 26 janvier 1957, est un peintre, décorateur de théâtre et illustrateur français.

## Biographie
Élève d'Eugène Carrière, il devient membre du jury de l'Exposition internationale des arts décoratifs de 1925 puis préside l'Union des maîtres décorateurs de théâtre. 
Sociétaire du Salon d'automne, du Salon des artistes français, du Salon des indépendants, du Salon des humoristes et de la Société nationale des beaux-arts, il est aussi croix de guerre et officier d'Académie. 
Il est le père de deux enfants,  Jean Bertin et France Bertin. 

## Décorateur (sélection)
- 1922 : Ta bouche, opérette, musique de Maurice Yvain, lyrics d'Albert Willemetz, livret d'Yves Mirande, mise en scène d'Edmond Roze (Théâtre Daunou)